# Hisardžik
Hisardžik (en serbe cyrillique : Хисарџик) est un village de Serbie situé dans la municipalité de Prijepolje, district de Zlatibor. Au recensement de 2011, il comptait 215 habitants.

## Histoire
Le village de Hisardžik s'est développé à partir de la forteresse de Mileševac, qui le domine ; cette forteresse fut construite dans la première moitié du XIIIe siècle pour protéger le monastère de Mileševa situé à proximité. Son nom actuel, Hisardžik, vient du mot turc hisar, qui signifie la « forteresse » ; il a été employé à partir du XVIIe siècle. Le village possède une mosquée, considérée comme l'une des plus anciennes de la région.

## Démographie

### Évolution historique de la population
| 1948 | 1953 | 1961 | 1971 | 1981 | 1991 | 2002 | 2011 |
| ---- | ---- | ---- | ---- | ---- | ---- | ---- | ---- |
| 734  | 738  | 723  | 728  | 629  | 405  | 285  | 215  |

|  |